# Illa Hagemeister
L'illa Hagemeister és una illa deshabitada de l'estat d'Alaska, Estats Units, situada a la riba nord de la badia de Bristol, a l'entrada de la badia de Togiak, al mar de Bering. L'illa fa 26 km de llargada i té una superfície de 300 km². La seva alçada màxima és de 184 msnm.
Porta el nom del capità rus Ludwig von Hagemeister, que va comandar tres viatges a l'Amèrica russa i arreu del món. Forma part de l'Alaska Maritime National Wildlife Refuge.